# THEATER (石井竜也のアルバム)
『THEATER』（シアター）は、2002年9月19日発売された石井竜也5枚目のスタジオ・アルバム。

## 解説
石井が「一度ぐらいでいいからやってみたかった」という、ストーリー性のあるミュージカル・テイストなアルバム。音源はすべて参加ミュージシャンによる生音源で構成。初回盤は「ハンパチーフ」付。初回盤と通常盤でジャケットが異なる。

## 収録曲
全曲作詞・作曲：石井竜也
編曲：金子隆博（特記以外）
1. OPEN THE DOOR
（作曲：金子隆博）
Instrumental。
2. MY DREAM
（編曲：前田憲男）
ビッグバンドでの一発録り。
石井曰く、「小屋鳴りというか、部屋鳴りというか、そういうのも録れている」[1]。
3. DOROBOW
（作曲：石井竜也・金子隆博　編曲：前田憲男）
ジョーのストーリー曲の1つ[1]。
4. コ・ウ・カ・イ
11thシングル。
5. 静かなる生活
歌詞のほとんどが台詞である。
6. 逃亡者
ジョーのストーリー曲の1つ。
イントロの英台詞は川平慈英によるもの[1]。
7. やっぱり君を愛してる
（作曲：金子隆博　編曲：篠崎秀樹・金子隆博）
8. 激痛
9. SEXY DOLL
ジョーのストーリー曲の1つ[1]。
10. オトメノキモチ
11. ありふれた話
（ブラスアレンジ：篠崎秀樹）
12. DANCE
13. 純愛
音源にノイズ処理が施された、戦前の歌謡曲を模した曲。
コンサートでは歌謡界の大御所・東海林小太郎[3]がこの曲を披露する。